# Saponaria alsinoides
Saponaria alsinoides är en nejlikväxtart som beskrevs av Domenico Viviani. Saponaria alsinoides ingår i släktet såpnejlikor, och familjen nejlikväxter. Inga underarter finns listade i Catalogue of Life.